# 闽剧

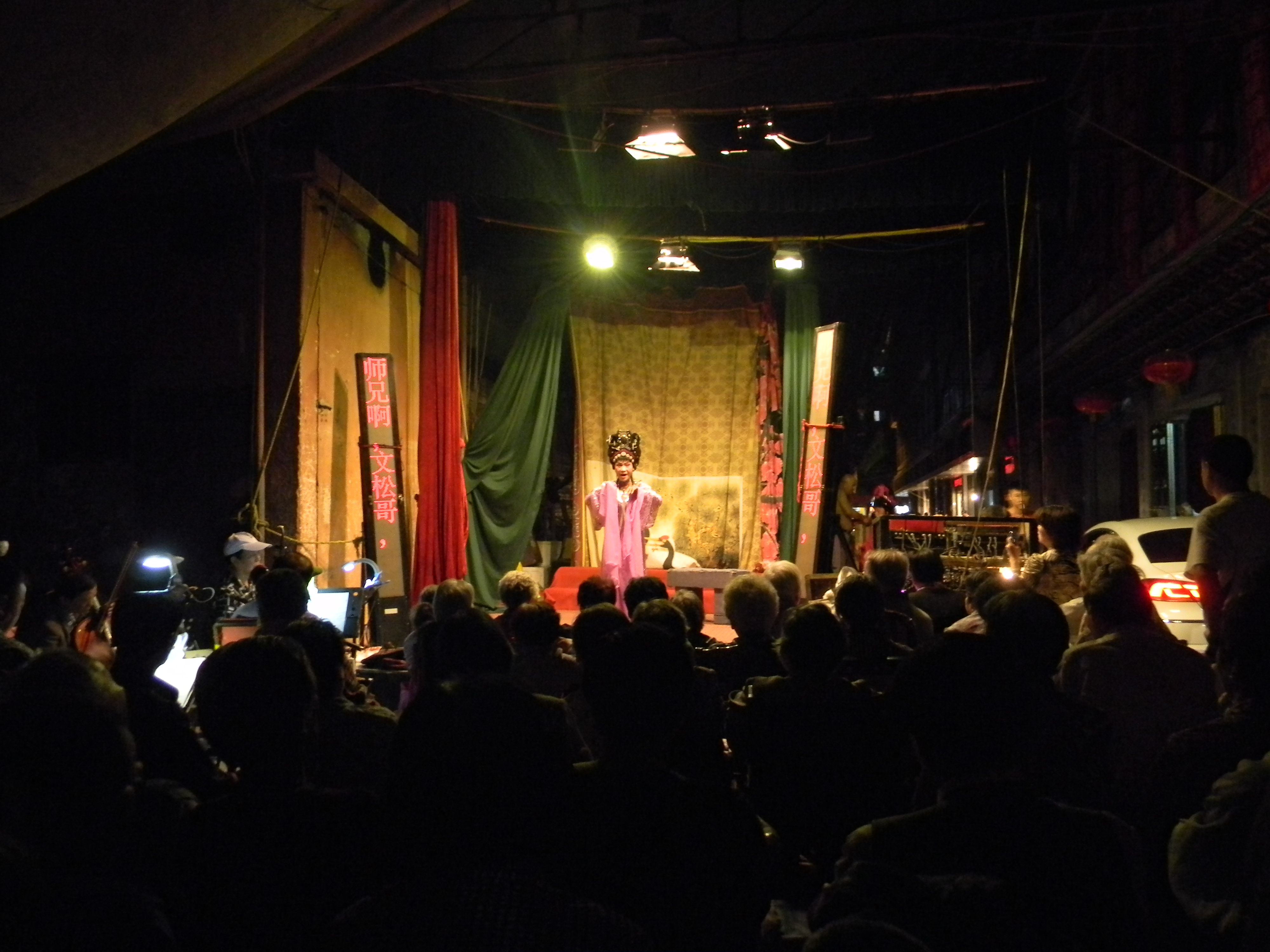
肃威路裴仙宫前搭台演闽剧

闽剧（平話字：Mìng-kiŏk，國際音標：[miŋ˧˧ kʰyoʔ˥][福州話讀音]），也称作福州戏、福青戏，是用福州话演唱、念白的福建地方戏曲剧种，流行于以福州市为中心的閩都地区，也传播到延平、建寧、邵武以及台湾、香港和东南亚各地。闽剧形成于清末，兴盛于民国年间。

## 历史

### 形成期
远在唐代，福州就有歌舞百戏的演出了。南宋时，南戏《张协状元》就是采用福州民间小调《福州歌》和《福清歌》作为曲牌。
明万历三十七年（1609年），朝廷政要曹学佺因政见不和被降职遣归故里，闲居于福州西郊的洪塘乡。他组织府中僮婢办起了曹氏家班，邀请儒士文人观赏娱乐，后人称之“儒林班”，是为闽剧的滥觞。曹学佺本人精通音律，擅长度曲，创研出适合福州方言音韵演唱的新腔。后来闽剧艺人也称这种腔为“逗腔”。当时文人评论此腔是：“曲向花间度”、“翠管时调凤”、“新编乐府莺喉啭”。清兵入关后，曹学佺自杀殉国，儒林班遂沉寂了很长一段时间。
明末清初，江西的弋阳腔也传入福州。因戏班常年流动演出，故被称为“江湖班”。江湖戏的高台表演艺术与技巧以及前台干唱、后台帮腔、锣鼓伴奏，以及高亢激越的喧闹场面，尤其适合广大城镇山乡农民和手工业者的观赏习惯，因而在民间颇受欢迎，与深受士大夫青睐的儒林戏形成了雅俗鲜明的对比。但江湖戏唱白采用土官话，因而流传也受到了一定的限制。
用纯平话（即福州话）唱白的“平讲戏”应运而生。原儒林戏的发祥地洪塘乡耆老，因追念当年儒林班演出之盛况，便利用做普度酬神演戏的机会，与乡间爱好戏剧者于清咸丰年间办起了第一个以乡为名的“洪塘儒林班”，促进了儒林戏的复兴。儒林戏复苏后得到了大批文人的关注，到同治年间，福州郊区先后出现了“陈厝儒林班”、“汤边儒林班”、“珠湖儒林班”、“潘墩儒林班”、“义序儒林班”等十余家业余性质的儒林班。
光绪年间，儒林班又开始从乡村向城镇发展，于是出现了以卢诗孙筹办的“醉春园”为代表的大批专业性质的戏班。卢诗孙病逝后，醉春园的原编剧兼导演高喜福重整该戏班，取名“驾云天”，在福州鼓楼城隍庙首演，名声鹊起。随后，福州又如同春笋般出现了“达云霄”、“赛月宫”、“庆仙园”、“凤麟奇”、“谱云霄”、“仿桃源”、“庆云天”、“乐琼天”、“仿霓裳”、“正天然”等班。这时期的儒林戏的发展已达到了巅峰，从福州传到长乐、福清、永泰、古田、闽清等县，它的“逗腔”也成为后来闽剧的主体音乐。
光绪末年到宣统年间，儒林戏与江湖戏、平讲戏结合融汇，俗称“三合响”，形成了今天闽剧的雏型。

### 成熟期

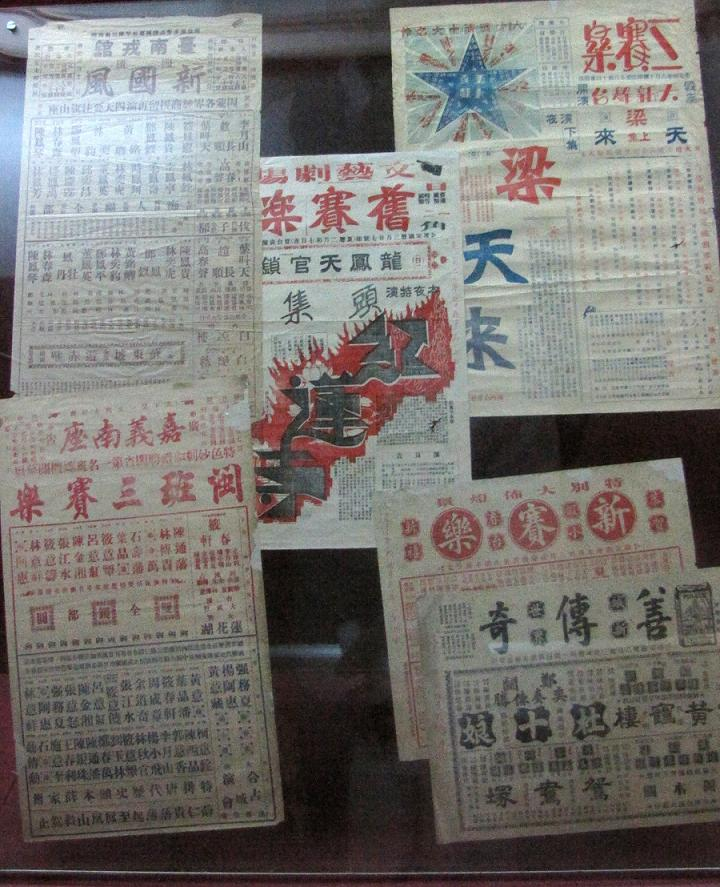
過去的閩劇海報

民国年间的闽剧进入了多声腔剧种的成熟期，出现了“三乐（旧赛乐、新赛乐、三赛乐）一旗（善传奇）两头羊（赛天然、庆乐然）”等班社。以郑奕奏为代表的“郑派”标志着闽剧艺术的第一个高峰，郑奕奏在短短的几年间，成功塑造了《新茶花》里的新茶花、《孤儿血》里的张桃珠、《百蝶香柴扇》里的林英姐、《黛玉葬花》里的林黛玉、《紫玉钗》里的霍小玉、《孟姜女》里的孟姜女、《秦香莲》里的秦香莲、《杜十娘》里的杜十娘、《钗头凤》里的唐婉、以及《梁山伯与祝英台》、《万花莲船》、《邱丽玉》、《秋兰送饭》、《蔡松坡》、《救国救民》、《浪子魂》、《箱尸案》等上百个不同时代、不同年龄、不同身份、不同性格、不同遭遇的女性悲剧形象，被誉为“闽剧泰斗”。
国共内战结束后的二十年内，闽剧进入了第二个高峰，创作、改编出一批优秀剧目，涌现出一批优秀的青年演员。由省文联组织的闽剧代表队在全国各地的表演广受好评。但十年文革的动乱，将包括闽剧在内的地方文化摧残得相当严重，绝大部分演职员当作城市闲散居民，下乡插队劳动，生活困苦，名家林芝芳甚至被迫害致死。直到文革结束后，闽剧才有所回潮。

## 艺术特色

### 唱腔和乐器
闽剧的音乐唱腔由粗犷激越的“江湖调”、通俗平畅的“洋歌”、典雅婉约的“逗腔”以及清新活泼的“小调”这四大类组成，其中前三类都不同程度地受到弋阳腔、昆曲和徽调的影响，并保留着高腔的帮腔形式，后台帮腔叫做“掏岭”。演唱时男女均用本嗓，其特点是高昂激越，朴实粗犷，但也有细腻柔婉的唱腔。
江湖调常用曲牌主要有《江湖叠》、《柴排调》、《阴调》等，具有声调高昂、字多腔少、一泄而尽的特点。
洋歌调主要曲牌可分为“大介大牌”、“中介大牌”、“大介盘答”等。其中人一人独唱的称为“大牌”，两人或三人对唱的称为“盘答”。“大介”、“中介”及“小介”的区别在于起介（开头鼓锣）的不同。
逗腔有15种板调，特点是在曲中转折和结尾处多有“哎”、“依”等虚腔，主要曲牌有《自掏岭》、《宽板》、《急板》等。
小调系本地和外地传入的俚歌俗曲，十分丰富，主要有《西湖亭》、《琵琶怨》、《新茶花》等。此外，小调也从徽戏、京剧吸收了一些成分。
辛亥革命后，不少京剧艺人转入闽班教戏，所以闽剧音乐也吸收了皮黄调。
闽剧的曲牌大部分从弋阳腔、四平腔、徽调和昆曲衍变而来的，有不少唱腔仍保留有弋阳腔的特点，即“一唱众和”的帮腔和“夹滚”。
闽剧介头（打击乐过门），是综合了江湖、平讲、逗腔、唠唠，以及本地民间音乐“十番”的锣鼓介头发展形成的。所有介头较有地方色彩，武场吸收京剧锣鼓经较多，但打法上不尽相同。
闽剧主要管弦乐器有横箫、唢呐、头管、二胡、椰胡等。打击乐器有青鼓、战鼓，大、小锣，大、小钹，磬等。

### 角色行当
传统闽剧的场面一般只有七个人，俗称“七条椅”。
闽剧各行当的道白大量吸收福建民间儿歌、俚语、谚语、歇后语等，乡土气息浓郁。
早期闽剧的角色分行比较简单，儒林班、平讲班的行当由生、旦、丑三个角色构成“三小戏”，后来吸收徽班、京剧的分行，角色渐趋完整, 增加到七个，曰“七子班”，再到九个，称“九门数”。随着行当的细致化，又逐渐发展为“十二角色”，有小生、老生、武生、青衣、花旦、老旦、大花、二花、三花、贴、末、杂等，相当齐全。

### 剧本
闽剧剧本大部分是以汉字为载体，用福州话写成，是福州语民间文学的重要形式，大量福州语的歌谣俗谚等都被写进了闽剧剧本中，而许多闽剧中的台词又反哺了福州语，成为福州谚语、歇后语的来源。福州的民俗和民间故事往往和闽剧剧本相互渗透。例如闽剧“贻顺哥烛蒂”，就是根据吝啬的商人马贻顺的故事编的。受到闽剧的影响，今日“贻顺”（ì-sông）一词在福州话里面成为“吝啬”的同义词。
许多闽剧剧本都采用手抄本的形式在民间流传。在近现代闽剧剧本的创作中凡是遇到福州话中未考本字的字或作者不了解本字的情况，往往用近音字来代替。